# Liberale Staatspartij (1963)
De Liberale Staatspartij was een Nederlandse politieke partij, geleid door Rolly ridder van Rappard, bedoeld als heroprichting van de vooroorlogse Liberale Staatspartij.
Rappard keerde zich tegen de VVD, stellende dat de vereniging van linkse en rechtse liberalen in die partij een fictie was. Hij hoopte met de LSP, die hij begin 1963 had (her)opgericht, het rechtse deel te vormen van de twee partijen waarin de VVD uiteen moest vallen.
Rappard wilde een terughoudende overheid op sociaal-economisch terrein, maar deze moest wel waken over de publieke moraal. Hij wenste een samenleving waarin 'ieder zijn plaats wist', en keerde zich tegen hoge overheidsuitgaven en moderne kunst. In de aanloop naar de Tweede Kamerverkiezingen 1963 werd nog getracht tot een samenwerking te komen met de Partij Economisch Appèl, een andere nieuwe conservatieve partij, maar Rappard hield vast aan het woord 'liberaal' in de partijnaam, wat voor het (katholieke) Economisch Appèl onaanvaardbaar was. Tijdens die verkiezingen behaalde de LSP slechts 0,3% van de stemmen, ruim te weinig voor een zetel. Het Economisch Appèl deed het beter, maar wist ook geen zetel in de wacht te slepen.
De Tweede Kamerverkiezingen 1967 liet de LSP aan zich voorbijgaan omdat het de waarborgsom niet kon opbrengen. Hoewel Rappard nog geregeld in de media zijn meningen kon verkondigen, kwam de LSP niet meer tot actie. In 1971 deed Rappard een nieuwe poging de landelijke politiek te betreden met de partij Nederlands Appèl, maar opnieuw zonder succes.